# Blackbraes-Nationalpark

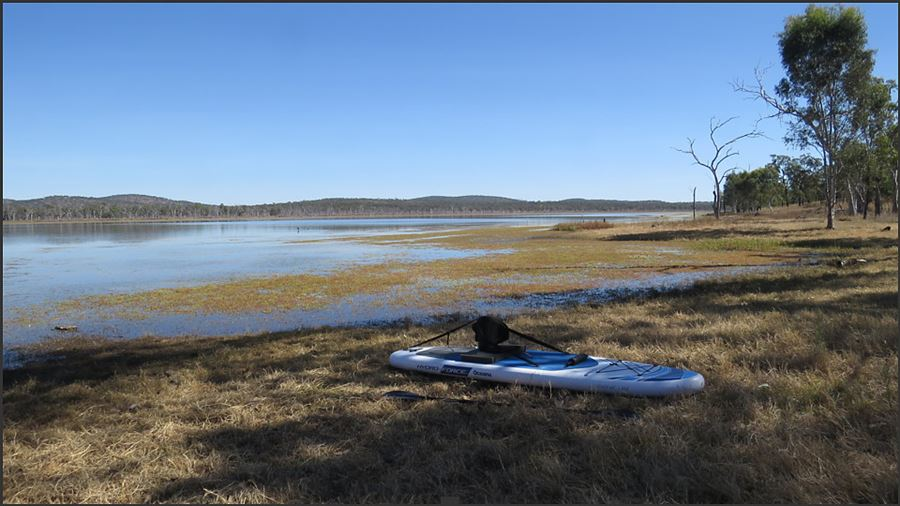
Emu Swamp, Blackbraes-Nationalpark, Queensland, 2022

Der Blackbraes-Nationalpark (engl.: Blackbraes National Park) ist ein Nationalpark im Nordosten des australischen Bundesstaates Queensland.
Im Park und den angrenzenden staatlichen Schutzgebieten Moonstone Hill Reserve und Kennedy Road Gravel Reserve finden sich zwei Bioregionen: Einsleigh Uplands und Gulf Plains.

## Lage
Er liegt 1.265 km nordwestlich von Brisbane, 170 Kilometer nördlich von Hughenden und 280 km westlich von Townsville.

## Geländeformen
Das hügelige Gelände im Inneren des Parks ist von Basaltfelsstufen umgeben. In der etwa 850 Meter hoch gelegenen Hochebene findet sich Schwarzerde und in der Regenzeit auch Sumpfland, insbesondere der Emu Swamp. Die Moonstone Hill Reserve ist ein alter vulkanischer Krater, in dem sich auch Edelsteine finden.

## Fauna
Vor allen Dingen einheimische Wasservögel sind im Park, besonders um dem Emu Swamp, anzutreffen. Daher ist er bei Vogelbeobachtern beliebt.

## Klima
Die Hochebene bietet wegen ihrer Höhenlage kühleres und regenreicheres Klima als die umgebenden, heißen Ebenen. In der Trockenzeit werden dennoch Tagestemperaturen bis 35 °C erreicht.

## Einrichtungen
Zelten ist in der Trockenzeit von Mai bis November am Rande Emu Swamp erlaubt, da der Sumpf in dieser Zeit fast ausgetrocknet ist.
Der Nationalpark ist über die Kennedy Developmental Road zu erreichen.